# Francisco Faus
Francisco Faus (katal.: Francesc Faus) (ur. 15 października 1931 w Barcelonie, zm. 28 kwietnia 2025 w São Paulo), hiszpański (kataloński) duchowny katolicki, członek prałatury personalnej Opus Dei, czynny w Brazylii.

## Życiorys
Syn Ramóna Fausa Esteve, dziekana izby notarialnej w Barcelonie i asesora Generalitat de Catalunya, oraz Hermínii Pascuchi. Święcenia kapłańskie otrzymał w 1955. Był absolwentem prawa Uniwersytetu Barcelońskiego
i doktorem prawa kanonicznego Uniwersytetu św. Tomasza z Akwinu (Angelicum) w Rzymie. 
Studiował również w Kolegium św. Krzyża w Rzymie. W latach 1953–1955 mieszkał w Rzymie razem ze św. Josemaría Escrivá de Balaguer, założycielem Opus Dei. Od 1961 mieszkał w São Paulo. Pisał dzieła w języku katalońskim (w tym poezje), oraz wydał szereg publikacji z dziedziny duchowości po portugalsku. Laureat nagrody wydawnictwa Óssa Menor w Barcelonie. Zbiór wierszy La Roda i el Vent (pol. Koło i wiatr) został opublikowany w edycji trójjęzycznej (po katalońsku, francusku i portugalsku) w wydawnictwie Giordano w São Paulo w 1995.